# Chico Buarque
Chico Buarque, pe numele său Francisco Buarque de Hollanda, (n. 19 iunie 1944, Rio de Janeiro, Districtul Federal⁠(d), Brazilia) este un muzician și autor brazilian.

## Biografie
Chico Buarque a crescut într-un mediu intelectual și cultural. Tatal lui este istoricul Sérgio Buarque de Holanda. Chico Buarque a studiat arhitectura în São Paulo.
La vârsta de nouă ani Chico Buarque a scris „Marchinhas de Carnaval”, (Texte pentru carnaval). Mai târziu, el spunea că visul său a fost "să cânte ca João Gilberto, să compună ca Tom Jobim și să scrie poezii ca Vinícius de Moraes". Din 1964, el a scris primele sale compozitii si versuri pentru publicațiile comerciale. În 1966 a reușit cu piesa „A Banda“. De atunci, el este considerat unul dintre cei mai importanți reprezentanți ai  Música Popular Brasileira. El a câștigat numeroase premii, astfel în 2014 Prêmio da Música Brasileira ca cel mai bun cântăreț (cu Wilson das Neves).
Piesa sa din 1967 „Roda Viva” a stârnit un an mai târziu, un scandal politic. Din cauza poziție sale critice politice față de dictatura militară de atunci, din Brazilia, în 1969 a trebuit să părseasc țara, stabilindu-se în exil în Italia. 
În 1970, a revenit în Brazilia și a înregistrat albumul Construção. În 1978  a avut loc premiera „Ópera do Malandro”. În 1985, piesa a fost ecranizată cu succes. El este, de asemenea, autorul mai multor romane: Estorvo (1991), Benjamin (1995), Budapeste (2003) und Leite derramado (2009).

## Compoziții (selecții)
- A Banda
- Apesar de você
- As Vitrines
- Brejo da Cruz
- Bye Bye, Brasil
- Carolina
- Construção
- Cotidiano
- Deus lhe pague
- Feijoada completa
- Funeral de um Lavrador
- Futuros Amantes
- Homenagem ao Malandro
- Meu caro Amigo
- Morena de Angola
- Mulheres de Atenas
- Noite dos Mascarados
- Olhos nos Olhos
- Paratodos
- O que será? (À Flor da Pele)
- O que será? (À Flor da Terra)
- Quem te viu, quem te vê
- Roda viva
- Sonho de um Carnaval
- Terezinha
- Vai levando
- Vai passar

## Teatru
- 1967–1968: Roda Viva
- 1973: Calabar, cu Co-Autor Ruy Guerra
- 1975: Gota d'água
- 1978: Ópera do Malandro

## Filme
- 1972: Quando o carnaval chegar
- 1983: Para viver um grande amor
- 1985: Ópera do Malandro
- 2000: Estorvo
- 2003: Benjamin

## Cărți
- 1966: A Banda
- 1974: Fazenda Modelo. Civilização Brasileira, Rio de Janeiro.
- 1979: Chapeuzinho Amarelo.
- 1981: A Bordo do Rui Barbosa. Palavra e Imagem, São Paulo.
- 1991: Estorvo. Companhia das Letras, São Paulo.
- 1995: Benjamim. Companhia das Letras, São Paulo, ISBN 85-7164-502-7.
- 2003: Budapeste. Companhia das Letras, São Paulo, ISBN 85-359-0417-4.
- 2009: Leite Derramado. Companhia das Letras, São Paulo, ISBN 978-85-359-1411-5.
- 2014: O Irmão Alemão. Companhia das Letras, Rio de Janeiro, ISBN 978-85-359-2515-9.